# Vタウン芥見店
Vタウン芥見店（ブイタウンあくたみてん）は、岐阜県岐阜市芥見南山にあるショッピングセンター。

## 概要
バロー芥見店を核店舗とするショッピングセンターである。
一階がテナント、二階が屋上駐車場という構成である。
また近隣では、単に「バロー」と呼ばれる場合が多く、正式名称の「Vタウン」と呼ばれることは少ない。
以前は、スーパーマーケットバロー、ホームセンターバロー（開業当初はフジヤホームセンター）、あかのれんを中心に構成されていたが、後述のリニューアルに伴い、現在は開業当初とは大幅にテナント構成が異なっている。
スーパーマーケットでは、2008年度にセルフレジが導入された。その後2020年にはセルフレジが新型に更新された。

## 主なテナント
詳細は公式ウェブサイトを参照
- スパークル（クリーニング＆コインランドリー）
- 無印良品
- あかのれん
- セリア
- プレビ

など

## 歴史
- 1977年（昭和52年）岐阜市芥見長山に（初代）スーパーマーケットバロー芥見店が開業。
- 1996年（平成8年）11月21日 岐阜市芥見南山にVタウン芥見店が開業。
- 2005年（平成17年）6月、開業以来最初の全館リニューアルを実施。
- 2008年（平成20年）スーパーマーケットバローにセルフレジを導入。
- 2016年（平成28年）8月21日、開業以来入居していたホームセンターバロー芥見店が閉店。
- 2016年（平成28年）11月25日、再び全館リニューアルを実施。三洋堂書店やセリアなどが入居し、テナント構成を大幅に変更。
- 2024年（令和6年）6月9日、リニューアル時に新設された三洋堂書店が閉店。
- 同年10月25日 三洋堂書店の跡地に 無印良品が開業。

## 交通

### 公共交通機関
- 岐阜バス 岐阜駅よりJR岐阜駅バスターミナル14番乗り場、名鉄岐阜駅から岐阜バスターミナルD乗り場、 名鉄岐阜のりば6番乗り場発着 B74系統・N34系統 大洞団地線「芥見南山」バス停より徒歩すぐ
- B81・B83系統 岐阜関線、B87系統 岐阜美濃線「長山」及び「大船霊友会講堂前」バス停より徒歩5分
- 岐阜市コミュニティバス（みどりっこバス、あいあいバス、芥見岩っこバス）「バロー芥見店」下車すぐ（Vタウン南駐車場内にバス停留所がある）

### 自動車
- 国道156号線・岐阜県道93号川島三輪線 「芥見長山」・「芥見大船」交差点からすぐ
- 愛知県道・岐阜県道17号江南関線「倉知桐谷」交差点より10分
- 東海北陸自動車道「関IC」より15分

## Vタウン開店前・リニューアル
Vタウン開業以前はスーパーマーケット バロー芥見店が、岐阜市芥見長山（Vタウンから200m程離れたところ）に存在した（こちらは1977年（昭和52年）開業）。
（初代）バロー芥見店は、1996年のVタウン開店に伴い閉店し、跡地はTSUTAYAファミリークラブ及び自由書房芥見店となった。
2005年（平成17年）6月には大幅な改装リニューアルが行われこれにより、マクドナルドの閉店、携帯ショップ「テレワーク」のオープン（ただし2010年にソフトバンクのみになり、2012年に近隣に移転のため閉店）など、開業以来初のテナント入れ換えが大幅に行われた。
2010年（平成22年）には、開業以来入居していたミスタードーナツが閉店し、跡地には美容室のデューポイントが開業した。さらに、ホームセンターでは、2013年（平成25年）1月に灯油売り場が南駐車場に新設され、ホームセンター内の全面改装が行われる等2005年のリニューアル以降は小規模ながら店舗の入れ替えや改装が行われていた。
2016年（平成28年）には、2005年以来の2回目となる大規模なリニューアルが行われた。
このリニューアルでは、前回のリニューアルで行われた店舗入れ替えだけでなく、内装が全館改装され、2016年8月21日には開業以来入居していたホームセンターバローが閉店し、同日よりスーパーマーケットを除く全館のリニューアル工事が行われた（この期間、スーパーマーケットバローのみ引き続き営業していた）。そして同年11月14日にはスーパーマーケットもリニューアルのため一旦閉店し工事が行われ、2016年11月25日に全館リニューアルオープンされた。このリニューアルでは、書店「三洋堂書店」や100円ショップ「セリア」（Vタウン東側にあった店舗が移転し、跡地はVタウンのテナントとしてスポーツジムのカーブス）などが入居するほか、店舗構成や外観も大幅に変わり、週末を中心にイベントも開催されるようになった。
2024年（令和6年）6月9日、リニューアル時に新設された三洋堂書店が閉店。跡地には同年10月25日に無印良品が開業した。

## 周辺
- ケンタッキーフライドチキン
- カネスエ（旧：スーパー三心）
- DCM（旧：ケーヨーデイツー）